# Народи Індонезії
В Індонезії проживає понад 300 різних народів та етнічних груп. Найчисельнішими серед них є яванці, сунданці, батаки, мадурці, батавці, мінангкабау, буги, малайці, бантенці, банджари, балійці, ачинці, кожен з яких нараховує понад 3 млн осіб.
Найбільшою етнічною групою Індонезії є яванці. Вони становлять понад 40 % населення країни. Більшість їх зосереджена на острові Ява, але в результаті реалізації державної програми трансміграції значна їх кількість тепер проживає також на інших островах.
Багато етнічних груп, особливо на островах Калімантан та Нова Гвінея, нараховують лише сотні осіб. Офіційна статистика не виділяє окремим рядком дрібні народи та племена, а об'єднує їх за територіальною ознакою.
Більшість народів Індонезії розмовляє спорідненими мовами, що належать до австронезійської сім'ї. На сході країни, особливо в провінції Папуа, значна кількість населення говорить папуаськими мовами.
Індонезійці іноземного походження становлять 1,27 % населення країни, це переважно китайці.

## Чисельність і географічний розподіл
Етнічний склад населення Індонезії за даними перепису 2010 року (лише громадяни Індонезії):
| №  | Етнічні групи | Чисельність, тис. осіб | Доля в населенні країни | Основні райони розселення                                                                             |
| -- | --- | ---------------------- | ----------------------- | --- |
| 1  | Народи Ачеху (ачинці, гайо, аласи, сималурці) | 4 091 451              | 1,73 %                  | Ачех                                                                                                  |
| 2  | Батаки | 8 466 969              | 3,58 %                  | Північна Суматра                                                                                      |
| 3  | Ніасці | 1 041 925              | 0,44 %                  | Північна Суматра                                                                                      |
| 4  | Малайці Індонезії (лангкати, делі, асаханці, ріау та ін.) | 5 365 399              | 2,27 %                  | Ріау, Західний Калімантан, Північна Суматра, Південна Суматра, Острови Ріау                           |
| 5  | Мінангкабау | 6 462 713              | 2,73 %                  | Західна Суматра                                                                                       |
| 6  | Народи Джамбі (джамбі-малайці, керінчі, кубу, батини) | 1 415 547              | 0,60 %                  | Джамбі                                                                                                |
| 7  | Народи Південної Суматри (палембанги, пасемахи, комерінги, оранг-лаути та ін.) | 5 119 581              | 2,16 %                  | Південна Суматра                                                                                      |
| 8  | Народи Лампунгу (лампунги, пенгулу, абунги, пубіани) | 1 381 660              | 0,58 %                  | Лампунг                                                                                               |
| 9  | Інші народи Суматри (бенкулу, реджанги, сераваї, лембаки, мукомуко, пекали, ментавайці, енганці, лубу, акіти, дуани, банканці та ін.) | 2 204 472              | 0,93 %                  | Бенгкулу, Банка-Белітунг                                                                              |
| 10 | Батавці | 6 807 968              | 2,88 %                  | Джакарта, Західна Ява, Бантен                                                                         |
| 11 | Народи Бантену (бантенці, бадуї) | 4 657 784              | 1,97 %                  | Бантен                                                                                                |
| 12 | Сунданці | 36 701 670             | 15,50 %                 | Західна Ява, Бантен                                                                                   |
| 13 | Яванці (включаючи тенгерів, осингів, бавеанців) | 95 217 022             | 40,22 %                 | Центральна Ява, Східна Ява, Західна Ява, Лампунг, Джакарта, Джок'якарта                               |

Мапа розселення народів Індонезії (російською)

| 14 | Чиребонці | 1 877 514              | 0,79 %                  | Західна Ява                                                                                           |
| 15 | Мадурці | 7 179 356              | 3,03 %                  | Східна Ява                                                                                            |
| 16 | Балійці | 3 946 416              | 1,67 %                  | Балі                                                                                                  |
| 17 | Сасаки | 3 173 127              | 1,34 %                  | Західна Нуса-Тенґара                                                                                  |
| 18 | Інші народи Західної Нуса-Тенгари (біма, сумбаванці та ін.) | 1 280 094              | 0,54 %                  | Західна Нуса-Тенґара                                                                                  |
| 19 | Народи Східної Нуса-Тенгари (мангараї, нгада, наге, енде, ліо, сика, солорці, алорці, сумбанці, саву, ротійці, атоні, тетуми та ін.) | 4 184 923              | 1,77 %                  | Східна Нуса-Тенґара                                                                                   |
| 20 | Даяки (клемантани, ібани, отдануми, нгаджу, мааньяни, дусуни, лавангани, бахау, каяни, кенья, мурути, келабіти, пунани та ін.) | 3 009 494              | 1,27 %                  | Західний Калімантан                                                                                   |
| 21 | Банджари | 4 127 124              | 1,74 %                  | Південний Калімантан                                                                                  |
| 22 | Інші народи Калімантану | 1 968 620              | 0,83 %                  | Східна Нуса-Тенґара, Центральний Калімантан, Східний Калімантан                                       |
| 23 | Макасари | 2 672 590              | 1,13 %                  | Південне Сулавесі                                                                                     |
| 24 | Буги | 6 359 700              | 2,69 %                  | Південне Сулавесі                                                                                     |
| 25 | Мінахасці | 1 237 177              | 0,52 %                  | Північне Сулавесі                                                                                     |
| 26 | Горонтало | 1 251 494              | 0,53 %                  | Горонтало                                                                                             |
| 27 | Інші народи Сулавесі (мандари, тораджи, памона, балантаки, бангаї, толаки, бунку, муна, бутунги, кайлі, томіні, монгондоу, баджао, сангірці, талаудці)                                                                                                   | 7 634 262              | 3,22 %                  | Центральне Сулавесі, Південне Сулавесі, Південно-Східне Сулавесі, Західне Сулавесі, Північне Сулавесі |
| 28 | Народи Молуккських островів (алуне, амбелауанці, амбонці, аруанці, бабарці, банданці, буруанці, дамарці, гесерці, кейці, кісарці, летійці, серамці, танімбарці, ватубельці, вемале, суланці, бачанці, галела, макіани, тернатці, тидорці, тобело та ін.) | 2 203 415              | 0,93 %                  | Малуку, Північне Малуку                                                                               |
| 29 | Народи Папуа (папуаси, меланезійці) | 2 693 630              | 1,14 %                  | Папуа                                                                                                 |
| 30 | Китайці Індонезії | 2 832 510              | 1,20 %                  | Джакарта                                                                                              |
| 31 | Індонезійці іноземного походження (араби, індійці, європейці) | 162 772                | 0,07 %                  | |
| 32 | Разом | 236 728 379            | 100,00 %                | |

## Народи Суматри
Паданзьке нагір'я та сусідні райони західної і центральної Суматри населяють мінангкабау. У горах на північ від них живуть батаки, що складаються з шести основних груп, фактично окремих етносів: каро, пакпак (дайрі), тоба, ангкола, сималунгун (тимур) та мандайлінг. Ще далі на північ розселені споріднені з ними гайо та аласи. Північ Суматри займають ачинці (аче).
Східна частина острова заселена народами, що об'єднуються під назвою малайці. Вони складаються з ряду окремих локальних груп: лангкати, делі-малайці, асаханці, сіаки, ріау-малайці, джамбі-малайці, палембанги (мусі-малайці), банканці та ін. Близькими до них є так звані середньосуматранські малайці, що живуть переважно в південній частині Суматри: пасемахи, сераваї, лембаки, семендо, бенкулу та ін. Проміжне місце між мінангкабау як територіально, так і в культурному плані займають керінчі.
На південному заході Суматри розселені реджанги, на півдні — лампунги (абунги та пубіани), комерінги, на островах на захід від Суматри — сималурці, ніасці, ментавайці та енганці. У внутрішніх лісових районах Суматри зберігаються племена, які все ще ведуть кочовий спосіб життя: кубу, лубу, улу, мамаки, батини, сакаї, бенуа, акіти, ломи, дарати та ін. На островах Ріау-Лінга, Банка, а також уздовж східного узбережжя Суматри живуть групи морських кочівників: різні племена оранг-лаутів, секаки, дуани.
Крім того, на території східної та особливо південної Суматри проживають значні групи яванських трансмігрантів. Яванці становлять третину населення провінції Північна Суматра, чверть населення в провінціях Ріау, Джамбі, Південна Суматра, Бенкулу, Острови Ріау й майже дві третини населення провінції Лампунг.

## Народи Яви та Мадури
У цьому регіоні розселені три найбільші народи країни: яванці, сунданці та мадурці. Яванці займають більшу (центральну) частину острова Ява, сунданці переважають на заході, а мадурці живуть на острові Мадура та в сусідніх районах східної Яви.
В провінції Бантен переважають бантенці, які часто вважаються субетнічною групою сунданців. Мішану етнічну групу становлять батавці (бетаві), що живуть у Джакарті та сусідніх районах провінцій Бантен та Західна Ява. До їх складу увійшли представники різних народів Індонезії, що в різний час прибули до столиці. Мішане походження мають також чиребонці, розселені на північному сході Західної Яви. Вони є потомками яванців та сунданців, що змішалися між собою, а також увібрали елементи китайської та європейської культур.
Бадуї та тенгери — два маленьких народи, що сповідують індуїзм. Перші живуть в оточенні бантенців, другі — в оточенні яванців.

## Народи Малих Зондських островів
На острові Балі живуть балійці, на острові Ломбок — сасаки, на острові Сумбава — сумбаванці на заході та біма на сході.
Складнішим є етнічний склад населення острова Флорес. Тут живуть мангараї, нгада, наге, енде, ліо, сика, ларантуки. Далі на схід, на островах Солор і Ломблен розселені солорці. Острови Пантар і Алор населяють алорці, а також папуаські алоро-пантарські народи: ламма, тева, недебанг, благар, келон, кафоа, куї, абуї, кабола, версинг, каманг, кула, савіла.
Населення південного ланцюга Малих Зондських островів є таким: на острові Сумба живуть сумбанці, на островах Саву — саву (гаву), на острові Роті та на заході Тимору — ротійці, на острові Тимор — атоні, тетуми, купанзькі малайці.

## Народи Калімантану
Прибережні райони Калімантану займають малайці (малайці Понтіанаку, самбаси) на заході, банджари на півдні та буги та малайці Кутею, Берау на сході. Тут же розселені й яванські трансмігранти.
Внутрішні райони острова заселяють його корінні народи, які об'єднуються під назвою даяки: клемантани, ібани, отдануми, нгаджу, мааньяни, дусуни, лавангани, бахау, каяни, кенья, мурути, келабіти, пунани та багато інших.

## Народи Сулавесі
Найбільші народи Сулавесі — буги та близькі до них макасари — населяють південно-західну частину острова.
На півночі розселені народи, близькі до філіппінців: томіні, горонтало, монгондоу, мінахасці, а на сусідніх островах сангірці й талаудці.
На заході Сулавесі мешкають мандари, в гірських районах центральної частини острова — тораджи (мамаса, палу, коро, ледо, кулаві, садани, калумпанг, тае, тоала та ін.), а на північ від них — кайлі. У східній частині Сулавесі живуть памона (посо), балантаки (селуани), лоїнанги, бангаї, а на південному сході — морі, толаки, бунку, моронене, муна, бутунги (бутон).
Уздовж узбережжя Сулавесі та сусідніх островів живуть морські кочівники баджо (сама, оранг-лаути).

## Народи Молуккських островів
Північну частину острова Хальмахера, а також сусідні острови Моротай, Тернате, Бачан населяють так звані північногальмагерські народи, що розмовляють папуаськими мовами: тернатці, тидорці, тобело, галела та ін. Південногальмагерські народи (гане, саваї, булі та ін.) менш чисельні й говорять австронезійськими мовами.
Центральна й південна частини Молуккських островів заселені австронезійськими народами: суланці, буруанці, амбелауанці, кайєлі, лісела, амбонці, алуне, вемале, серамці, гесерці, летійці, танімбарці, кейці, аруанці та ін. Назви більшості з них відповідають назвам островів, на яких вони проживають.

## Народи Папуа
Більшість населення провінцій Папуа та Західне Папуа становлять різноманітні папуаські народи — корінні жителі Нової Гвінеї. Найбільші серед них екарі, асмати, дані, ялі.
Прибережні райони населяють меланезійські народи (біак-нумфори, раджаампатці, варопени та ін.), а також яванці та інші вихідці із західних районів Індонезії.